# Lepidozamia
Lepidozamia Regel – rodzaj roślin z rodziny zamiowatych (Zamiaceae) z klasy sagowcowych. Obejmuje dwa gatunki. Oba rosną we wschodniej i północno-wschodniej Australii – Lepidozamia hopei w północno-wschodnim Queenslandzie, a Lepidozamia peroffskyana w okolicach granicy tego stanu i Nowej Południowej Walii. Zasiedlają wilgotne lasy równikowe i wilgotne lasy twardolistne (podzwrotnikowe) w rejonie wybrzeża (do ok. 600 m n.p.m.), rosnąc na głębokich, gliniastych glebach. Kwiaty zapylane są przez ryjkowce, które jednocześnie należą do poważnych szkodników niszczących te rośliny.
Ze względu na atrakcyjny wygląd, relatywnie znaczną odporność na niskie temperatury, szybki wzrost, brak kolców czy cierni – rośliny te są cenionymi roślinami ozdobnymi (zwłaszcza bardziej odporna L. peroffskyana). Młode uprawiane bywają w pojemnikach we wnętrzach. Nie mogą być pozyskiwane z natury – oba gatunki ujęte są w załączniku do Konwencji CITES. W przeszłości okazałe nasiona po rozcięciu, wydrążeniu i połączeniu zawiasami używane były w Australii jako pudełka na zapałki. Aborygeni australijscy spożywali wnętrze nasion po ich obróbce termicznej.

## Morfologia

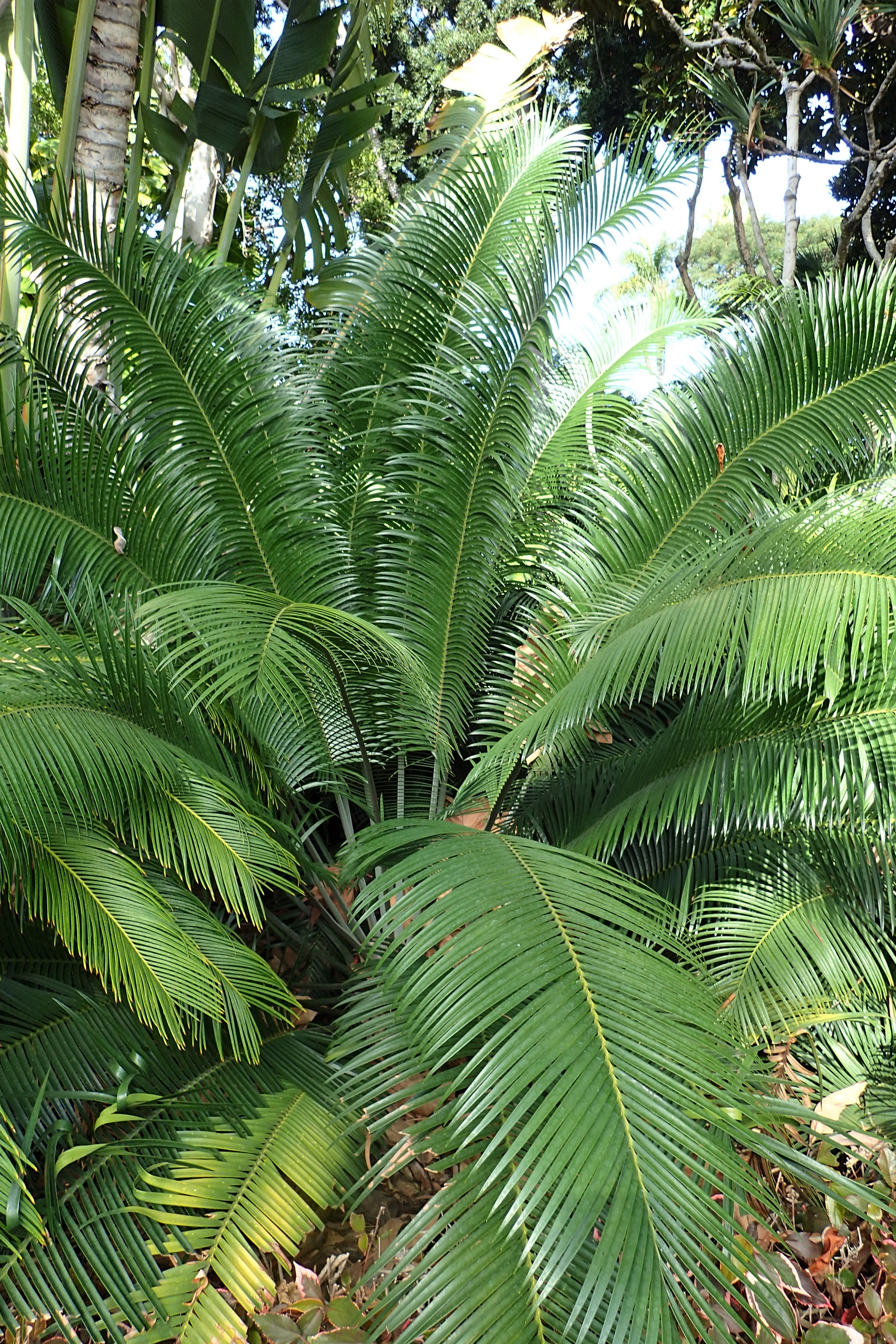
Lepidozamia peroffskyana

PokrójRośliny przypominające palmy – z pojedynczym zwykle pniem zwieńczonym pióropuszem pierzastych liści (rozwidlają się tylko w przypadku uszkodzenia), nie tworzą odrośli. L. hopei osiągająca 17,5 m wysokości (według części źródeł do 20 m) i 1,6 m średnicy pnia jest najbardziej okazałym przedstawicielem sagowców. L. peroffskyana osiąga ok. 7 m wysokości. Pień pokryty jest trwałymi nasadami liści i łuskowatymi katafilami. Młode części roślin są owłosione.
LiścieZróżnicowane na liście łuskowate i asymilacyjne. Liście asymilacyjne wyrastają skrętolegle na szczycie pędu, tworząc na jego szczycie pióropusz. Są pierzasto, pojedynczo złożone. Liście są liczne (do 150) i okazałe – osiągają do 3 m długości. Są łukowato wygięte i błyszcząco zielone. Listki są całobrzegie i nigdy niezredukowane do cierni, bez widocznej żyłki centralnej i całobrzegie.
Organy zarodnionośneRośliny dwupienne. Organy męskie i żeńskie skupione w szyszkowate strobile wyrastające na szypułach w kątach liści.
Mikrospory powstają w mikrosporangiach mających kształt kulisty i powstających w dużej liczbie na dolnej stronie mikrosporofili. Te łuskowate męskie liście zarodnionośne zebrane są w szyszkowaty mikrostrobil. Rozwija się on pojedynczo i ma kształt eliptyczny, z zewnątrz jest gęsto, brązowo owłosiony. Początkowo jest prosto wzniesiony, ale po uwolnieniu pyłku pokłada się.
Zalążki rozwijają się parami w bocznej pozycji na makrosporofilach (żeńskich liściach zarodnionośnych). Liście zarodnionośne na końcach wywinięte, ale bez kolca tworzą jajowaty, pojedynczy, prosto wzniesiony, siedzący i krótko, brązowo owłosiony makrostrobil.
NasionaOkazałe zwykle dwa, czasem trzy na jednym sporofilu. Zwykle czerwone, rzadko żółte, osiągają 4–6 cm długości.

## Systematyka
Pozycja systematyczna
Rodzaj z rodziny zamiowatych (Zamiaceae) stanowiącej grupę siostrzaną względem sagowcowatych Cycadaceae z klasy sagowcowych Cycadopsida.
Rodzaj jest siostrzany względem rodzaju zgłowień Encephalartos. Gatunki z rodzaju Lepidozamia zostały wyodrębnione ostatecznie w 1959 w osobny rodzaj, wcześniej klasyfikowane były zwykle w obrębie makrozamia Macrozamia, aczkolwiek pierwszy opis rodzaju na podstawie okazu L. peroffskyana z ogrodu botanicznego w Peterburgu sporządził Eduard von Regel. Ślady kopalne rodzaju znane są z eocenu z Nowej Południowej Walii (poza współczesnymi, opisano także dwa gatunki wymarłe – trzeciorzędowe). 
Wykaz gatunków
- Lepidozamia hopei (W.Hill) Regel
- Lepidozamia peroffskyana Regel